# Галерија грбова Литваније
Галерија грбова Литваније обухвата актуелни грб Литванске Републике, као и њене историјске грбове, те грбове њених округа.

## Актуелни грб Литваније
- Грб
 Литванске Републике 
 (1991– )
- Средњи грб
 Литванске Републике
- Велики грб
 Литванске Републике

## Историјски грбови Литваније
- Грб
 Велике кнежевине Литваније 
 (1366[тражи се извор]–1569)
- Грб
 Велике кнежевине Литваније 
 (1555)
- Грб
 Велике кнежевине Литваније 
 (1575)
- Грб
 Пољско-литванске заједнице 
 (1569–1795)
- Грб
 Виљнуске кнежевине 
 (12. век–1413)
- Грб
 Виљнуског војводства 
 (1413–1795)
- Грб
 Самогитског староства 
 (1419–1795)
- Грб
 Виљнуске губерније 
 (1878–1917)
- Грб
 Ковенске губерније 
 (1878–1917)
- Елемент
 грба Руске империје 
 (1882)
- Грб
 Литваније 
 (1925–1940)
- Грб
 Литваније 
 (1940)
- Грб
 Литванске ССР 
 (1940–1991)
- Грб
 Литваније 
 (1990–1991)

## Грбови Литванских округа
- Грб округа
 Алитуса
- Грб округа
 Вилњус
- Грб округа
 Каунас
- Грб округа
 Клајпеда
- Грб округа
 Маријамполе
- Грб округа
 Паневежис
- Грб округа
 Таураге
- Грб округа
 Телшјај
- Грб округа
 Утена
- Грб округа
 Шјауљај